# دوک‌نشین آتن
دوک‌نشین آتن (به لاتین: Duchy of Athens) یک دوک‌نشین و کشور سابق در یونان است که در بالکان واقع شده‌است. با دو پایتخت و مرکز تبای و آتن که شامل مناطقی همچون آتیک، بویوتیا و تسالی می‌شد، در سال ۱۲۰۵ تشکیل شد. در سال ۱۳۱۱، این دوک‌نشین توسط کمپانی کاتالان فتح شد و در سال ۱۳۸۸ تحت کنترل خاندان فلورانسی آچایولی (به ایتالیایی: Acciaioli) درآمد که این خاندان این قلمرو را تا زمان حمله ترکان حفظ کردند.